# Faustyna (film)
Faustyna – polski film biograficzny z 1994 roku w reżyserii Jerzego Łukaszewicza z Dorotą Segdą w głównej roli. Jest to hagiograficzna historia życia siostry Faustyny Kowalskiej.
Początkowo w głównej roli obsadzona została Joanna Szczepkowska, jednak po zmianie reżysera dokonano korekt obsadowych i rolę ostatecznie powierzono Dorocie Segdzie. Zdjęcia do filmu kręcono w Drohiczynie, Siemiatyczach i Zarębach Kościelnych.

## Obsada
- Dorota Segda – św. Faustyna Kowalska
- Zosia Kondraciuk – mała Helenka Kowalska
- Agnieszka Czekańska – siostra Feliksa
- Danuta Szaflarska – siostra Feliksa (współcześnie)
- Mirosława Dubrawska – matka generalna zgromadzenia
- Teresa Budzisz-Krzyżanowska – matka przełożona klasztoru w Wilnie
- Tomasz Budyta – ksiądz spowiednik
- Krzysztof Wakuliński – ksiądz Michał Sopoćko
- Jerzy Łazewski – młody żebrak, Chrystus
- Stanisława Celińska – siostra Marcelina
- Zofia Rysiówna – siostra Wiktoryna
- Małgorzata Rożniatowska – siostra kucharka
- Edyta Jungowska – siostra kucharka
- Anna Milewska – matka przełożona klasztoru w Płocku
- Janusz Michałowski – malarz
- Renata Berger – psychiatra
- Maria Gładkowska – lekarka
- Piotr Pawłowski – arcybiskup metropolita wileński